# Troy Douglas
Troy Douglas (né le 30 novembre 1962 à Paget aux Bermudes) est un athlète néerlandais, spécialiste des 100, 200, 400 m et du relais 4 × 100 m.
Il est médaillé de bronze aux Championnats du monde 2003 sur 4 × 100 m ; il est alors le plus âgé des médaillés de l'histoire des championnats.
Ses meilleurs temps sont :
- 100 m : 10 s 19 (0,60) Berlin 31/08/2001 et 10 s 19 (0.20) Zurich 17/08/2001
- 200 m : 20 s 19 (0,80) Rieti 	2/09/2001
- 400 m : 45 s 26 Atlanta 27/07/1996